# Västra ören (Saltvik, Åland)
Västra ören är en ö i Åland (Finland). Den ligger i Skärgårdshavet och i kommunen Vårdö i landskapet Åland, i den sydvästra delen av landet. Ön ligger omkring 31 kilometer nordöst om Mariehamn och omkring 260 kilometer väster om Helsingfors.
Öns area är 4,6 hektar och dess största längd är 290 meter i öst-västlig riktning.

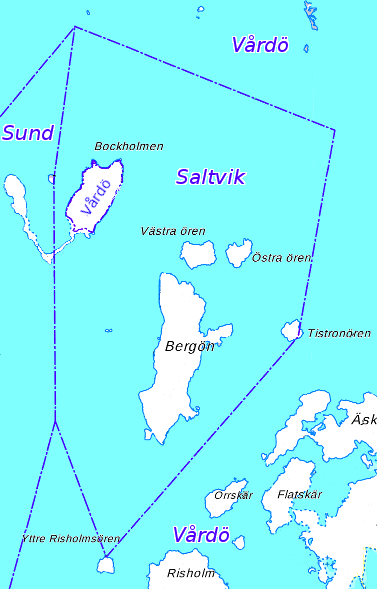
Västra ören ligger tillsammans med Östra ören, Bergön och Tistronören i en exklav av Saltviks kommun inklämd mellan Sunds och Vårdö kommuner. Bockholmen utgör en egen enklav som tillhör Vårdö.